# Jean Lamarre (historien)
Pour les articles homonymes, voir Jean Lamarre et Lamarre.
 (février 2013).
Si vous disposez d'ouvrages ou d'articles de référence ou si vous connaissez des sites web de qualité traitant du thème abordé ici, merci de compléter l'article en donnant les références utiles à sa vérifiabilité et en les liant à la section « Notes et références ».
Jean Lamarre est un historien canadien. Il est un historien social, spécialiste en histoire sociale américaine.

## Biographie
Jean Lamarre a obtenu un doctorat en histoire américaine à l'Université de Montréal sous la direction de Bruno Ramirez. Il s'est spécialisé dans l'étude de la migration et de la présence des Canadiens français aux États-Unis au XIXe siècle, et principalement au Michigan. Il est un spécialiste de l'histoire nord-américaine.
Il enseigne l'histoire nord-américaine au Collège militaire royal du Canada à Kingston, en Ontario. Bien qu'il soit associé à cette institution universitaire militaire, il n'est pas un historien militaire.
Il a publié des études sur l'histoire des États-Unis, sur l'histoire du Québec, sur la Première Guerre mondiale, sur la participation canadienne-française à la guerre civile américaine et sur le mouvement étudiant québécois des années 1960 et ses ramifications avec d'autres mouvements étudiants nationaux, dont celui des États-Unis, de la France et du Canada anglais. Il a publié un ouvrage basé sur la correspondance (1862-1867) de Joseph-François D'Avignon, un Patriote qui s'est exilé aux États-Unis après l'échec des Rébellions et qui s'enrôle dans l'armée nordiste lors de la Guerre de sécession américaine. Il a ouvert récemment deux nouveaux domaines de recherche: soit la participation des Canadiens français émigrés aux États-Unis enrôlés dans l'armée américaine lors de la Première Guerre mondiale et le mouvement étudiant québécoise dans les années 1960 et ses relations avec l'international. Il a publié de nombreux articles sur ce sujet depuis 2008.

## Ouvrages et articles publiés
- Histoire des États-Unis : Mythes et réalités,  Beauchemin, 1996, Seconde édition, 2006
- Histoire du Québec. Une société nord-américaine,  Beauchemin, 1998
- La Première Guerre mondiale et le Canada : Contributions sociomilitaires québécoises,  Méridien, 1999
- Les Canadiens français du Michigan. Leur contribution dans le développement de la vallée de la Saginaw et de la péninsule de Keweenaw,  Septentrion, 2000, en anglais à la Wayne State University Press, Detroit, 2003
- Les Parcours de l'histoire : Hommage à Yves Roby,  Presses de l'Université Laval, 2002
- L'éducation et les militaires canadiens, Athéna, 2004
- La lettre et la participation des Canadiens français à la guerre de Sécession américaine,  2005
- La présence canadienne-française dans le Midwest américain, 1860-1930 : une évaluation,  2005
- Les Canadiens français et la guerre civile américaine, (1861-1865),  VLB, 2006
- L'envers de la médaille. Guerres, témoignages et représentations, Presses de l'Université Laval, 2007
- L’émigration desCanadiens français au Michigan et en Illinois au XIXe siècle, Dean Louder et Eric Waddell (dir.), Franco-Amérique, Sillery, Septentrion, 2008, pp 197-214.
- « Au service des étudiants et de la nation » : L'internationalisation de l'Union générale des étudiants du Québec (UGEQ), Bulletin d'Histoire politique, 2008.
- D'Avignon, médecin, Patriote et nordiste. La correspondance d'un Canadien français enrôlé dans la guerre de Sécession américaine,  VLB, 2009.
- Le contexte de fondation des communautés de la diaspora canadienne-française, Marc Saint-Hilaire, Yves Frenette et Étienne Rivard, (éds), Atlas historique du Québec : La francophonie nord-américaine, Québec, Presses de l’Université Laval, 2012, p. 181-184, avec Yves Frenette.
- Les Canadiens français du Midwest américain, Marc Saint-Hilaire, Yves Frenette et Étienne Rivard, (dir.), Atlas historique du Québec : La francophonie nord-américaine, Québec, Presses de l’Université Laval, 2012, p. 133-142, avec Marc Saint-Hilaire.
- Les relations entre le mouvement étudiant français et québécois au cours des années 1960 : Non-ingérence et indifférence, Globe, Revue internationale d’études québécoises, vol. 15, no 1-2, 2012, p. 287-316.
- Le mouvement étudiant américain et la contestation aux États-Unis dans les années 1960 : Incompatibilité et inspiration pour le mouvement étudiant québécois, Histoire sociale - Social History, vol. XLVI, novembre 2013, p. 131-156.
- Les relations entre le mouvement étudiant américain et français dans les années 1960 : Une méfiance cordiale, Vingtième Siècle, Revue d’histoire (France), 2016/1, no 129.
- L’œuvre d’un patriotisme exacerbé : La participation des Canadiens français émigrés au sein de l’armée américaine lors de la Première Guerre mondiale, Charles-Philippe Courtois et Laurent Veyssière, (dirs.), Le Québec dans la Grande Guerre,Engagements, refus, héritages, Sillery, Septentrion, 2015, p. 73-92.